# Borimir Perković
Borimir Perković (Livno, 25 settembre 1967) è un allenatore di calcio ed ex calciatore croato, di ruolo centrocampista.

## Carriera

### Allenatore
Nel settembre 2017 fu eletto allenatore del Sebenico,  carica che mantenne fino al 5 giugno 2019, quando, dopo aver perso lo spareggio promozione per la Prva HNL, rescinse consensualmente 
il contratto. 
Terminata l'avventura sulla panchina dei Narančasti sempre a giugno dello stesso anno prese le redini del Varaždin. Dopo solo 12 partite alla guida della squadra di Varaždin, di cui due vinte (una in campionato ed una in Coppa di Croazia) e sei perse, venne sollevato dall'incarico.
Il 2 marzo 2023 sostituisce Rene Poms alla guida dell'Osijek. Il 22 aprile seguente, in seguito alla sconfitta di campionato in casa del Slaven Belupo (2-1), rescinde consensualmente il contratto che lo legava con i Bijelo-Plavi.

## Palmarès

### Giocatore
- Coppa di Croazia: 2

Inter Zaprešić: 1992
Osijek: 1998-1999